# خوسيه لويس فيوليتا
خوسيه لويس فيوليتا (بالإسبانية: José Luis Violeta)‏ هو لاعب كرة قدم إسباني في مركز الوسط، ولد في 25 فبراير 1941 في سرقسطة في إسبانيا، وتوفي بنفس المكان في 5 مايو 2022. شارك مع منتخب إسبانيا لكرة القدم. أما مع النوادي، فقد لعب مع ريال سرقسطة.

## وصلات خارجية
- خوسيه لويس فيوليتا على موقع الاتحاد الأوربي (الإنجليزية)
- خوسيه لويس فيوليتا على موقع قاعدة بيانات كرة القدم.إي يو (الإنجليزية)
- خوسيه لويس فيوليتا على موقع ناشيونال فوتبول تيمز (الإنجليزية)